# Dresdner Kunstgewerbeverein

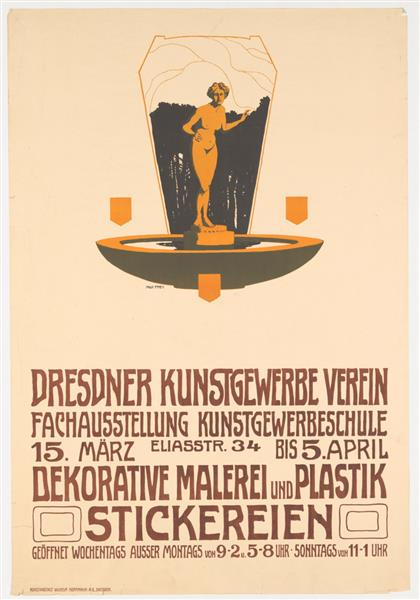
Plakat zur 1. Fachausstellung des Dresdner Kunstgewerbevereins, 1908 entworfen von Max Frey

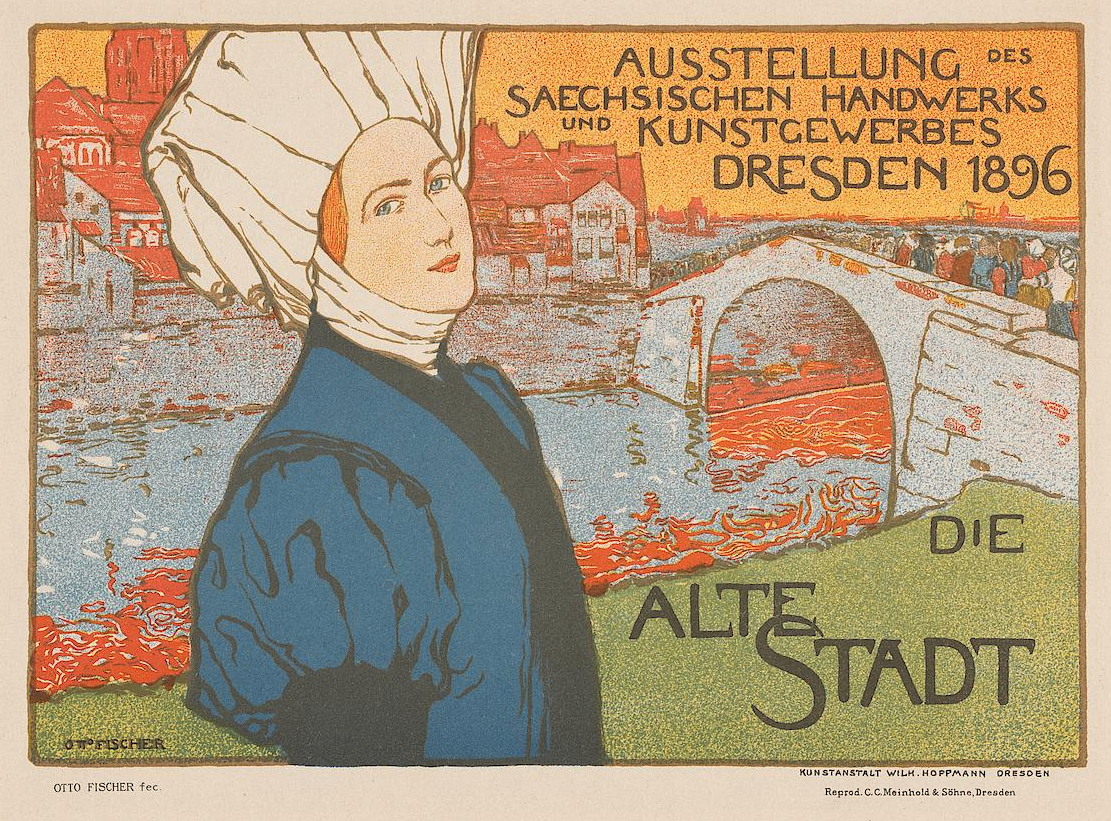
Plakat „Die alte Stadt“ zur „Ausstellung des Sächsischen Handwerks und Kunstgewerbes Dresden 1896“, von Otto Fischer

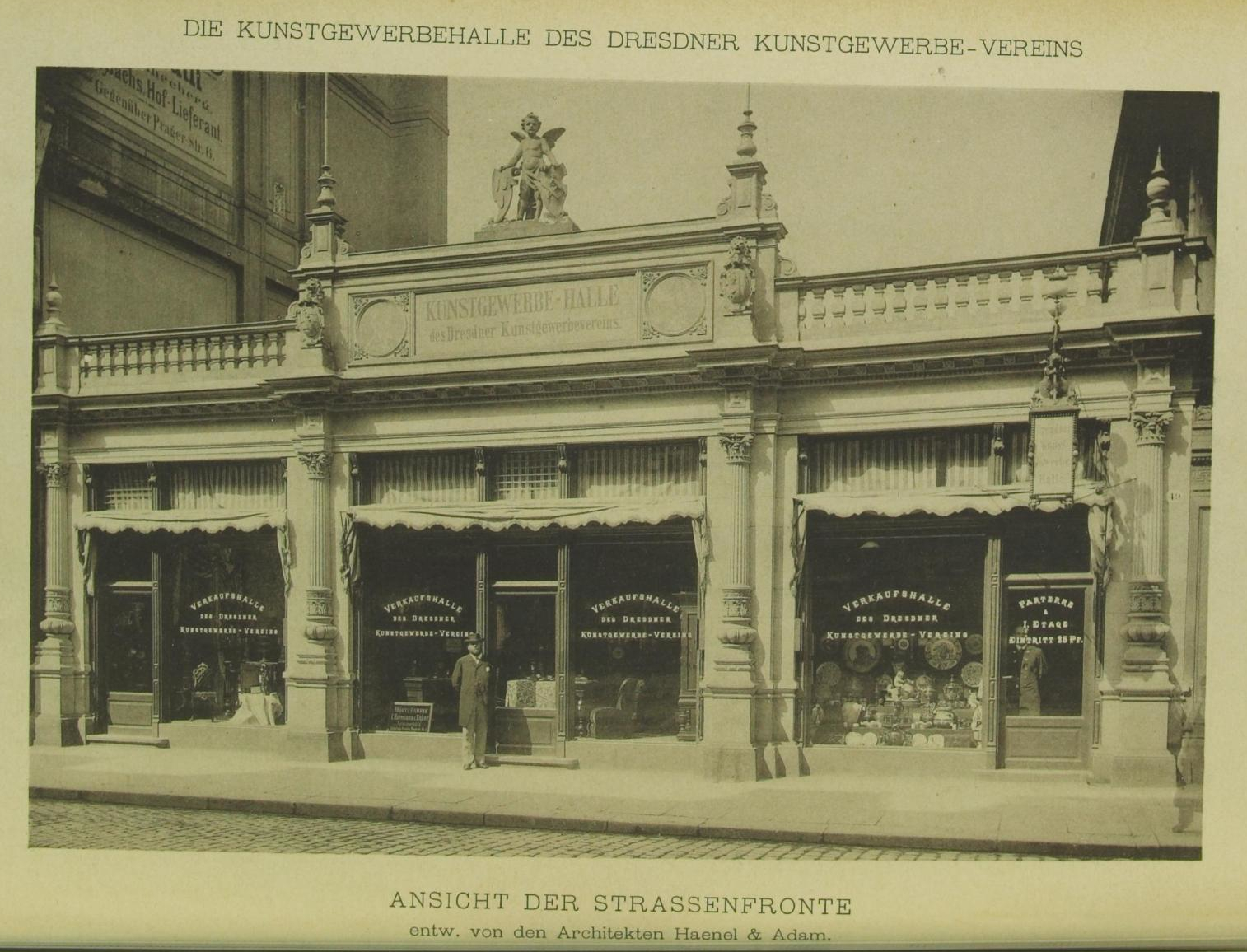
Kunstgewerbehalle des Dresdner Kunstgewerbevereins um 1883

Der Dresdner Kunstgewerbeverein wurde am 25. November 1876 gegründet. Erster Vorsitzender war Carl Ludwig Theodor Graff, Direktor der 1875 neu gegründeten Königlich Sächsischen Kunstgewerbeschule.

## Geschichte
Die Gründung des Dresdner Kunstgewerbevereins fand auf Anregung von Carl Ludwig Theodor Graff und mit Unterstützung der Dresdner Industriebetriebe statt. Die erste Hauptversammlung des Dresdner Kunstgewerbevereins wurde im März 1877 abgehalten. Zu den Mitbegründern gehörten auch Max Rade und Cornelius Gurlitt. Es bestand eine in den Statuten verankerte Anbindung an die Kunstgewerbeschule Dresden und an das Kunstgewerbemuseum Dresden. Dem jeweiligen Leiter beider Institutionen oblag auch die Führung des Kunstgewerbevereins. Zu den Mitgliedern des Vereins zählten neben Künstlern auch Fördermitglieder, Institutionen und Gewerbe- und Kunstgewerbevereine aus dem In- und Ausland. Die Lehrkräfte der Kunstgewerbeschule waren beinahe geschlossen Mitglieder des Kunstgewerbevereins. Die erste Mitgliederliste umfasste 88 Einträge. Die Zahl der Mitglieder wuchs innerhalb der ersten zehn Jahre stark an, umfasste 1878 bereits 241 Mitglieder und erreichte im Jahr 1886 die Anzahl von 436 Mitgliedern. Im Jahr 1926 umfasste der Verein 230 Mitglieder.
Im Jahr 1881 bezog der Verein an der Prager Straße 49 mit der „Kunstgewerbehalle“ eigene Vereins- und Veranstaltungsräumlichkeiten. Dieses Gebäude verfügte über drei Schaufenster und wurde als Ausstellungs- und Verkaufshalle für die Mitglieder des Dresdner Kunstgewerbevereins genutzt. Für den Betrieb der Kunstgewerbehalle wurde eine eigene Geschäftsleitung eingesetzt. Die Kunstgewerbehalle bestand bis 1888. Ebenfalls in den 1880er-Jahren erfolgte der formale Anschluss des Dresdner Kunstgewerbevereins an den 1884 gegründeten Verband Deutscher Kunstgewerbevereine.
Der Dresdner Kunstgewerbeverein organisierte die vielbeachtete Ausstellung des sächsischen Handwerks und Kunstgewerbes 1896. Das Plakat zu der auf dem Außengelände unter der Bezeichnung „Die alte Stadt“ detailgetreu nachgebauten alten Dorfanlage gestaltete Otto Fischer. Dieses Plakat wird heute vielfach an den Anfang der modernen Plakatentwicklung in Deutschland gesetzt.
William Lossow übernahm 1902 die Leitung des Kunstgewerbevereins von Graff. Lossow war Architekt und erbaute von 1901 bis 1908 zusammen mit Hermann Viehweger ein neues Gebäude als Sitz der Dresdner Akademie für Kunstgewerbe. William Lossow amtierte ab 1906 auch als Direktor der Akademie für Kunstgewerbe. Stellvertretender Vorsitzender des Kunstgewerbevereins wurde Karl Groß, einer der führenden Vertreter der modernen Reformbewegung. Groß war in allen für das Kunstgewerbe in Dresden wichtigen Verbänden wie dem Dresdner Kunstgewerbeverein, der Zunft oder der Künstlervereinigung Dresden maßgeblich involviert. In dieser Zeit begann sich der Dresdner Kunstgewerbeverein für Ausstellungen einzusetzen, die den „Jugendstil als junge und dekorative Kunst“ etablierten.
Lossow und Groß verstärkten das Engagement des Dresdner Kunstgewerbevereins im Verband Deutscher Kunstgewerbevereine. In der Folge richtete der Dresdner Kunstgewerbeverein im Jahr 1906 die Dritte Deutsche Kunstgewerbeausstellung in Dresden aus. Die Ausstellung stellte einen bedeuteten Durchbruch der Reformbewegung des Kunstgewerbes dar und ging als umfassende und den modernen Zeitgeist prägende Ausstellung in die Kunstgeschichte ein.
In den Jahren 1908 und 1909 organisierte der Dresdner Kunstgewerbeverein im Kunstgewerbemuseum insgesamt sechs Fachausstellungen, welche von Preisausschreibungen begleitet waren. Prämiert wurden sowohl der Entwurf als auch die technische Umsetzung. 1911 veröffentlichte der Verein ein künstlerisch gestaltetes und mit zahlreichen Abbildungen versehenes Buch zum Dresdner Kunstgewerbe. Paul Schumann verfasste das fünfseitige Vorwort mit einem Rückblick auf die Vergangenheit und einer Würdigung der Dritten Deutschen Kunstgewerbeausstellung in Dresden. Schriftführer des Dresdner Kunstgewerbevereins war um 1913 Max Frey, Professor an der Kunstgewerbeschule Dresden.
Nach dem Tode von Lossow im Jahr 1914 wurde Karl Groß als Direktor der Kunstgewerbeschule eingesetzt. Er übernahm auch den Vorsitz des Kunstgewerbevereins. Karl Groß verlegte die Geschäftsstelle des Dresdner Kunstgewerbevereins in die Räume der Sächsischen Landesstelle für Kunstgewerbe.
1918 übernahm Rudolf Born den Vorsitz. 1924 hob man die in den Statuten verankerte Regelung, die Führung dem jeweiligen Direktor der Kunstgewerbeschule zu übertragen, endgültig auf. Außerdem bezog man wieder eigene Räumlichkeiten außerhalb der Sächsischen Landesstelle für Kunstgewerbe. Der Vorsitz übernahm der Erzgießer Adalbert Milde.